# Russell Barkley
Russell A. Barkley (1949), é um médico e professor pesquisador no Departamento de Psiquiatria da State University of New York Upstate Medical University, EUA. Envolvido em pesquisas desde 1973, e psicólogo licenciado desde 1977, é especializado em transtorno do déficit de atenção com hiperatividade (TDA/H) e devotou todo tempo da sua carreira científica a estudar o TDA/H e seus sintomas. Sua iniciativa para entender e ajudar portadores do transtorno reuniu em inúmeros congressos, pesquisas e estudos, milhares de médicos, psicoterapeutas e entre outros profissionais que se dedicaram a explorar o ramo em que não era levado a sério com tal seriedade que merece. Assim sendo, o “pai” de toda a evolução nos tratamentos, desenvolvidos em conjunto com todos os que também se dedicaram à chamar a atenção da comunidade médica ao redor do mundo para esse nicho, que até então não era levado a sério por muitos. Hoje, graças ao imenso trabalho e dedicação de todos esses profissionais, já se possui, em proporções avassaladoras, muito mais conhecimento sobre o TDAH, e seu tratamento. 

## Livros publicados
- Attention Deficit Hyperactivity Disorder in Adults: The Latest Assessment and Treatment Strategies, ISBN 978-0-7637-6564-4.
- ADHD and the Nature of Self Control, ISBN 978-1-57230-250-1.
- ADHD in Adults: What the Science Says, ISBN 978-1-59385-586-4.
- Attention Deficit Hyperactivity Disorder: A Handbook for Diagnosis and Treatment, ISBN 978-1-59385-210-8.
- Defiant Children, Second Edition: A Clinician’s Manual for Assessment and Parent Training, and Child Psychopathology, ISBN 978-1-57230-123-8.
- Executive Functions: What They Are, How They Work, and Why They Evolved, ISBN 978-1-4625-0535-7.
- Taking Charge of ADHD: The Complete, Authoritative Guide for Parents, ISBN 978-1-57230-560-1.
- Taking Charge of Adult ADHD, ISBN 978-1-60623-338-2.

## Prémios
- C. Anderson Aldrich Award, 1996, pela American Academy of Pediatrics pela pesquisa sobre desenvolvimento humano e infantil.
- Distinguished Contribution Award to Research, 1998, pela Section of Clinical Child Psychology of the American Psychological Association.
- Science Dissemination Award, 2003, pela Society for Scientific Clinical Psychology of the American Psychological Association.